# Kopačevo
Kopačevo (węg. Kopács) – wieś w Chorwacji, w żupanii osijecko-barańskiej, w gminie Bilje. W 2011 roku liczyła 559 mieszkańców.